# Nejvyšší bod v Paříži
Nejvyšší bod v Paříži se nachází na severu města v 18. obvodu na vrcholku kopce Montmartre. Druhým nejvyšším nivelačním bodem je kopec Belleville. Urbanistický plán města Paříže rozlišuje nejvyšší body na veřejném prostranství (domaine public routier communal) a na soukromém území (domaine privé).

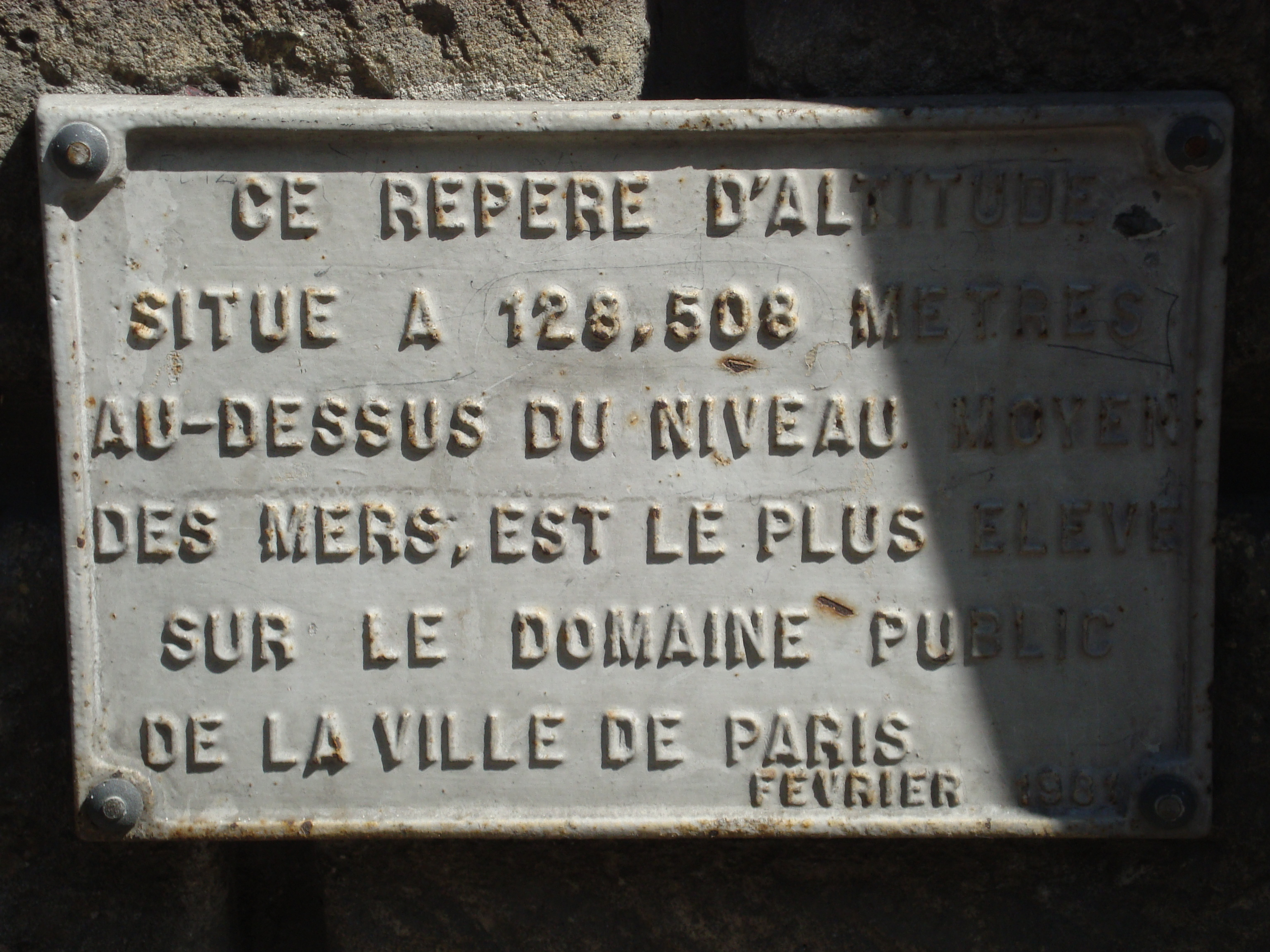
Pamětní deska v ulici Rue du Télégraphe

## Nejvyšší body
Přirozenými kulminačními body v Paříži podle územního plánu jsou:
na veřejném prostranství
- na Montmartru vlevo od vchodu do kostela Saint-Pierre de Montmartre na chodníku mezi domy č. 2 a 4 v ulici Rue du Mont-Cenis (128,21 m nad mořem)
- v Belleville před hřbitovem Belleville na rohu budovy č. 40 v ulici Rue du Télégraphe (128,16 m)

na soukromém území
- na Montmartru uvnitř hřbitova Calvaire u zdi kostela Saint-Pierre de Montmartre (128,65 m) a poblíž kostela (130,53 m)
- v Belleville pod schody u vstupu na hřbitov Belleville (128,42 m) a uvnitř hřbitova (128,64 m)

## Další vyvýšeniny v Paříži

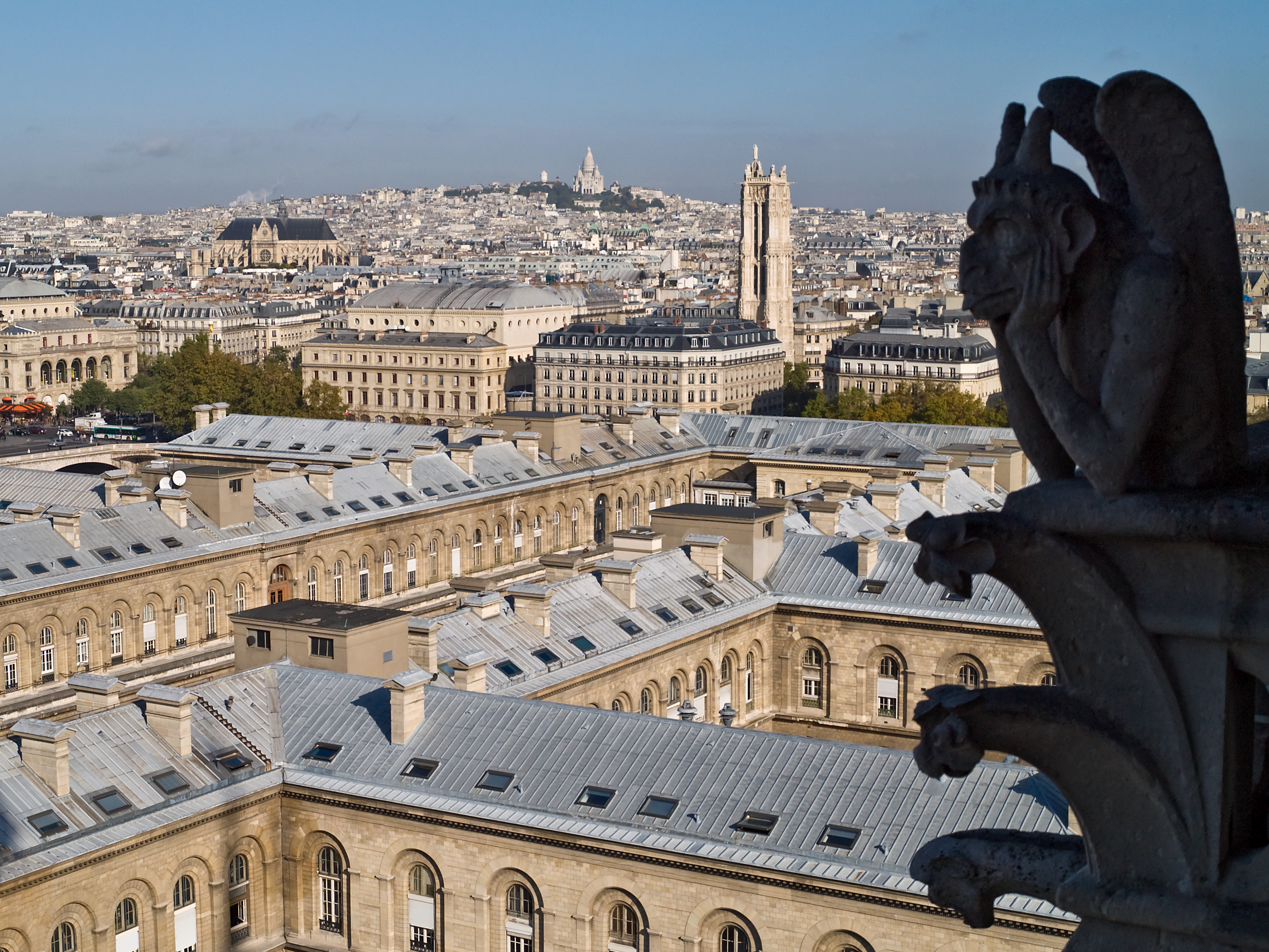
Pohled na Montmartre z Notre Dame

Na území města se nachází několik návrší ze sádrovce a vápence.
Na levém břehu:
- Montmartre (130,5 m)
- Belleville (128,5 m)
- Ménilmontant (108 m)
- Buttes-Chaumont (103 m)
- Passy (71 m)
- Chaillot (67 m)

Na levém břehu jsou nejvyššími přirozenými body:
- Montparnasse (66 m)
- Butte aux Cailles (63 m)
- Montagne Sainte-Geneviève (61 m)